# Pavol Horov
Pavol Horov, vl. jm. Pavol Horovčák (25. května 1914 Bánovce nad Ondavou – 29. září 1975 Bratislava) byl slovenský básník a překladatel.
V letech 1934–1935 studoval učitelskou akademii v Bratislavě pro obory slovenština, dějepis a zeměpis, do roku 1944 potom učil. Do orku 1951 pracoval v Československém rozhlasu v Košicích (o roku 1948 jako ředitel), do roku 1963 postupně jako šéfredaktor a ředitel nakladatelství Slovenský spisovateľ a do roku 1964 pracoval v Slovenském ústredí knížnej kultúry. Po zybytek života se věnoval literární činnosti.
Jeho dílo je spojeno především s meditativní lyrikou blízkou k nadrealismu. V prvních svých dílech se zejména vymezuje proti nacismu (prvotina Zradné vody spodné 1940, Nioba matka naša 1942), v dalších se zaměřuje na rodný kraj (Návraty 1944, Vysoké letní nebe 1960). Za své dílo získal řadu cen, včetně čestného titulu národní umělec roku 1972. Překládal z polštiny, bulharštiny, za jazykové spolupráce z perštiny.